# Acalypha hispida
Acalypha hispida também conhecida como rabo-de-gato, é uma espécie de flor do gênero Acalypha, pertencente à família Euphorbiaceae.